# Servet Coşkun
Servet Coşkun (* 28. Oktober 1990) ist ein türkischer Ringer. Er wurde 2014 Vize-Europameister im freien Stil in der Gewichtsklasse bis 65 kg Körpergewicht.

## Werdegang
Servet Coşkun begann als Zehnjähriger im Jahre 2000 mit dem Ringen. Er gehört nunmehr dem Sportclub Istanbul Büyüksehir Belediyesi an und konzentriert sich ganz auf den freien Stil. Der 1,70 Meter große Athlet wiegt ca. 70 kg, rang aber als Erwachsener immer im Leichtgewicht und seit dem 1. Januar 2014 in der Gewichtsklasse bis 65 kg Körpergewicht. Er wurde bzw. wird von Ibrahim Akgül und Ali Özen trainiert.
Seinen Einstand auf der internationalen Ringermatte gab er bereits im Jahre 2006. Er nahm dabei an der Junioren-Europameisterschaft (Cadets) in Vantaa/Finnland in der Gewichtsklasse bis 58 kg teil und kam dort bis in das Finale, in dem er gegen Dawit Safarjan, Russland, verlor. Bei der Junioren-Europameisterschaft (Cadets) 2007 in Warschau startete er in der Gewichtsklasse bis 63 kg und belegte einen guten 5. Platz. Weniger gut lief es für ihn ausgerechnet bei der Junioren-Weltmeisterschaft 2009 in Ankara, denn er verlor dort im Leichtgewicht bereits in der 1. Runde gegen Wegeni Nedealco aus Moldawien, womit er ausschied und nur auf den 25. Platz kam.
Bei den Senioren konnte sich Servet Coşkun zunächst nicht in der absoluten türkischen Spitzenklasse etablieren. 2012 belegte er aber bei der türkischen Meisterschaft im Leichtgewicht hinter Muhammed Ilchan und Yakup Gör den 3. Platz und im Dezember 2013 wurde er erstmals türkischer Meister im Leichtgewicht vor Mustafa Kaya, Mustafa Kuyuncu und Engin Bozkurt. Er wurde deshalb vom türkischen Ringerverband bei der Europameisterschaft 2014 in Vantaa in der Gewichtsklasse bis 65 kg eingesetzt. Er siegte dort über Norbert Lukacs, Ungarn, Nikolai Bolotnjuk, Slowakei und Borislaw Nowatschkow, Bulgarien und stand im Finale gegen Magomed Kurbanalijew aus Russland, gegen den er nach Punkten verlor. Er wurde damit Vize-Europameister.

## Internationale Erfolge
| Jahr | Platz | Wettbewerb                                    | Gewichtsklasse | Ergebnisse |
| 2006 | 2.    | Junioren-EM (Cadets) in Vantaa/Finnland       | bis 58 kg      | hinter Dawit Safarjan, Russland, vor Pavel Negru, Moldawien und Andrei Nagorni, Ukraine                                                                 |
| 2007 | 5.    | Junioren-EM (Cadets) in Warschau              | bis 63 kg      | Sieger: Jabrail Hasanow, Aserbaidschan vor Ion Gurmuzachi, Moldawien                                                                                    |
| 2009 | 25.   | Junioren-WM in Ankara                         | Leicht         | nach einer Niederlage gegen Ewgeni Nedealco, Moldawien                                                                                                  |
| 2010 | 3.    | "Yasar-Dogu"-Memorial in Istanbul             | Leicht         | hinter Selimchan Huseinow, Aserbaidschan und Dimitri Schadrin, Russland                                                                                 |
| 2011 | 8.    | Dan Kolow & Nikolai Petrow-Memorial in Burgas | Leicht         | Sieger: Leonid Basan, Bulgarien vor Georgi Zlatow, Ukraine                                                                                              |
| 2011 | 16.   | "Ali-Alijew"-Memorial in Kaspisk/Russland     | Leicht         | Sieger: Gadscvhi Abdullajew, Russland vor Andrei Semenzow, Russland                                                                                     |
| 2011 | 3.    | Großer Preis von Spanien in Madrid            | Leicht         | hinter Saba Bolaghi, Deutschland und George Bucur, Rumänien                                                                                             |
| 2013 | 3.    | "Yasar-Dogu"-Memorial in Ankara               | Leicht         | hinter Yakup Gör und Muhammed Ilchan, beide Türkei |
| 2013 | 1.    | Dan Kolow & Nikola Petrow-Memorial in Plowdiw | Leicht         | vor Adrian Ionut Moise, Rumänien, Mustafa Kaya, Türkei und Anton Iwanow, Russland                                                                       |
| 2014 | 10.   | "Yasar-Dogu"-Memorial in Istanbul             | bis 65 kg      | Sieger: Frank Chamizo Marquez, Italien vor Magomed Muslimow, Aserbaidschan                                                                              |
| 2014 | 3.    | Dan Kolow & Nikolai Petrow-Memorial in Sofia  | bis 65 kg      | hinter Franklin Gomez, Puerto Rico und Borislaw Nowatschkow, Bulgarien                                                                                  |
| 2014 | 3.    | "Alexander-Medwed"-Preis in Minsk             | bis 65 kg      | hinter Asamat Nurikau und Alexander Kontojew, beide Weißrussland                                                                                        |
| 2014 | 2.    | EM in Vantaa/Finnland                         | Leicht         | nach Siegen über Norbert Lukacs, Ungarn, Nikolai Bolotnjuk, Slowakei und Borislaw Nowatschkow und einer Niederlage gegen Magomed Kurbanalijew, Russland |

Erläuterungen
- alle Wettkämpfe im freien Stil
- WM = Weltmeisterschaft, EM = Europameisterschaft
- Leichtgewicht, Gewichtsklasse bis 66 kg Körpergewicht (bis 31. Dezember 1913); seit 1. Januar 2014 gilt eine neue Gewichtsklasseneinteilung durch den Ringer-Weltverband FILA